# Teorema da consistência conjunta de Robinson

O Teorema da Consistência Conjunta de Robinson é um importante teorema da lógica matemática, sendo relacionado com a Interpolação de Craig e a Definibilidade de Beth.

A formulação clássica é definida como:

Considere {\displaystyle T_{1}} e {\displaystyle T_{2}} sendo da lógica de primeira ordem. Se {\displaystyle T_{1}} e {\displaystyle T_{2}} são consistentes e a interseção {\displaystyle T_{1}\cap T_{2}} é completa (na linguagem comum de {\displaystyle T_{1}} e {\displaystyle T_{2}}), então a união {\displaystyle T_{1}\cup T_{2}} é consistente. Observe que a teoria é completa se ela resolve cada formula, isto é tanto {\displaystyle T\vdash \varphi } quanto  {\displaystyle T\vdash \neg \varphi }.

Uma vez que o pressuposto de completude é muito difícil de ser realizado, existe uma variante do teorema:

Considere {\displaystyle T_{1}} e {\displaystyle T_{2}} sendo da lógica de primeira ordem. Se {\displaystyle T_{1}} e {\displaystyle T_{2}} são consistentes e não existe uma fórmula {\displaystyle \varphi } na linguagem comum de {\displaystyle T_{1}} e {\displaystyle T_{2}} tal que {\displaystyle T_{1}\vdash \varphi } e {\displaystyle T_{2}\vdash \neg \varphi }, então a união {\displaystyle T_{1}\cup T_{2}} é consistente.